# Герберт I (граф Мэна)
Герберт I Разбуди-Собаку (фр. Herbert Ier Éveille-Chien, ранее 985—15 февраля 1032/1035) — граф Мэна с 1014/1016 года, сын Гуго III, графа Мэна

## Биография
Своё прозвище он получил из-за привычки рано вставать (чтобы отправиться на охоту со сворой). Согласно Ордерику Виталию, он приобрел своё прозвище в связи с постоянной необходимостью сопротивляться опустошениям своих владений анжуйскими соседями.
Поскольку его отец был вынужден признать сюзеренитет графов Анжуйских, вскоре после того, как Герберт унаследовал графство, граф Анжуйский Фульк III Нерра попросил его поддержки в борьбе с графом Блуа Эдом II. С помощью войск, приведенных Гербертом, Фульк победил Эда II в сражении при Понлевуа 6 июля 1016 года.
Ослабление королевской власти позволило Герберту увеличить свою власть. Он начал раздавать земли своим сторонникам, разрешая им строить замки. Когда он почувствовал, что графство защищено, он вступил в союз с графами Блуа и Ренна, чтобы бороться против графа Анжуйского и короля Франции.
Епископ Ле-Мана Авегод, сторонник графа Анжуйского, выступил против Герберта. Он укрылся в крепости Ла-Ферте-Бернар и запретил проводить богослужение в своей Ле-Манской епархии. По сообщению Адемара Шабаннского, в 1025 году Герберт был схвачен Фульком III при помощи хитрости и посажен в заточение в Сенте, но через два года ему удалось бежать.

## Брак и дети
- 1-я жена: N
  - Гуго IV (ум. 26 марта 1051) — граф Мэна
  - Биота (ум. 1063), графиня дю Мэн с 1062; муж: Готье III (ум.1063), граф Вексена и Амьена с 1035, граф дю Мэн с 1062
  - Герсенда (ок. 1030 — до 1074); 1-й муж: с 1044 (развелись в 1048 году) Тибо III (1010/1012 — 1089), граф Блуа, Шатодена, Шартра, Тура и Сансерра (1037—1089), граф Труа и Мо (1063—1089); 2-й муж: с 1048 Альберто-Аццо II (996—1097), маркиз д’Эсте
- 2-я жена: Паула де Прейи
  - Паула (ум. 1096); муж: с 1040 Жан де Божанси (ум. до 1097), сеньор де ла Флеш; их сыном был граф Мэна Эли I (ум. 1110).